# 기억할 만한 지나침
"기억할 만한 지나침"은 2019년에 개봉한 대한민국의 영화이다.

## 캐스팅
- 이헌주
- 몽돌
- 최원정